# خوب بد زشت (مجموعه تلویزیونی)
خوب، بد، زشت کاری از گروه مجموعه‌های تلویزیونی شبکه دو سیماست. این سریال در ١۴ قسمت ۴۵ دقیقه‌ای در نوروز ۹۳ برای شبکه دو پخش شد. فیلمنامه این فیلم را بابک کایدان بر اساس طرحی از محسن کیایی نوشته‌است.

## داستان
بهادر شفیعی یک لات است که عاشق خانواده‌اش است اما هربار یک خرابکاری می‌کند. پدرش او را از خانه بیرون کرده و در زندان به سر می‌برد. او به شرط پابند آزاد می‌شود و باید تا یک ماه از محدوده مشخص بیرون نرود و هر روز ساعت ۱۲ ظهر خودش را به کلانتری معرفی کند. او عاشق یک خانم دکتر دندانپزشک می‌شود که در خیابان وقتی عده‌ای مزاحمش شده بودند، بهادر یک کتک حسابی بهشان زده. او در تلاش است تا خانواده‌اش را راضی کند برایش به خواستگاری بروند. او دارای سه خواهر به نام‌های بهاره، بهنوش و سوسن است و پدرش حسین‌آقا در آموزشگاه رانندگی کار می‌کند و صاحب آبرو و اعتبار هستند. بهادر با کمک دایی‌اش که از لاتهای قدیمی تهران بوده در پی جلب رضایت خانواده قدم برمی‌دارد.

## بازیگران
| بازیگر         | نقش           | توضیحات |
| -------------- | ------------- | --- |
| امین حیایی     | بهادر شفیعی   | شخصیت اصلی داستان ، یک لات تمام عیار و ناموس پرست ، فرزند ارشد و تنها پسر حسین ، خواهرزاده اول مصیب ، برادرزن حامد ، استاد پرهام |
| بهاره رهنما    | بهاره شفیعی   | دختر بزرگ حسین ، خواهر بهادر و بهنوش و سوسن ، خواهرزاده دوم مصیب ، خواهرزن حامد                                                  |
| محمد کاسبی     | مصیب درخشانی  | دایی بهادر و بهاره و بهنوش و سوسن ، برادرزن حسین و از لات های قدیمی تهران                                                        |
| مهدی سلوکی     | پرهام پورامجد | دوست و شاگرد بهادر ، برادر دکتر مرجان                                                                                            |
| حسین محب‌اهری   | حسین شفیعی    | پدر بهادر و بهاره و بهنوش و سوسن ، پدرزن حامد ، شوهرخواهر مصیب ، خواستگار شهین                                                   |
| شهین تسلیمی    | شهین روشن     | همسر دوم حسین |
| بهنوش بختیاری  | بهنوش شفیعی   | فرزند سوم و دختر دوم حسین ، خواهرزاده سوم مصیب ، خواهر بهادر و بهاره و سوسن ، همسر حامد ، مادر عرفان و آوینا                     |
| سیروس همتی     | حامد ضامنی    | شوهر بهنوش ، پدر عرفان و آوینا ، داماد حسین و بهادر و بهاره و سوسن                                                               |
| سوسن پرور      | سوسن شفیعی    | فرزند آخر و دختر سوم حسین ، خواهرزاده چهارم مصیب خواهر بهادر و بهاره و بهنوش ، خواهرزن حامد                                      |
| نیلوفر خوش‌خلق  | مرجان پورامجد | دکتر دندان پزشک ، خواهر پرهام |
| محمدرضا نجفی   | پورامجد       | پدر پرهام و دکتر مرجان |
| ایمان صفا      | هوشنگ سرلک    | خواستگار سابق سوسن |
| عباس محبوب     | اژدر          | دوست مصیب |
| سیاوش مفیدی    | سام           | دکتر قلابی ، هم سلولی سابق بهادر ، خواستگار دکتر مرجان                                                                           |
| صدیقه کیانفر   | صدیقه         | مادر شهین |
| خسرو امیرصادقی | ابرام         | دوست مصیب |
| روزبه معینی    | روزبه زرین    | دکتر ارتوپد ، خواستگار دکتر مرجان                                                                                                |
| ساقی زینتی     | توران         | همسایه فضول محل |
| مسعود هادی     | ناصر احمدی    | رئیس کلانتری |
| عرفان برزین    | عرفان ضامنی   | پسر حامد و بهنوش ، برادر آوینا                                                                                                   |
| آوینا ریاضی    | آوینا ضامنی   | دختر حامد و بهنوش ، خواهر عرفان                                                                                                  |